# Maddalena d'Asburgo

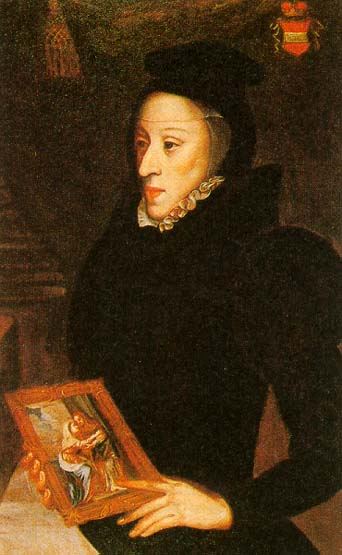
Maddalena d'Asburgo.

Maddalena d'Asburgo, arciduchessa d'Austria (Innsbruck, 14 agosto 1532 – Hall in Tirol, 10 settembre 1590), era figlia di Ferdinando d'Asburgo (futuro imperatore Ferdinando I) e di Anna Jagellone, figlia del re di Boemia e Ungheria. È venerabile della Chiesa Cattolica..

## Biografia
Assieme alle sorelle Margherita ed Elena fondò il Collegium Virginum di Hall, con l'annessa Basilica del Sacro Cuore di Gesù, la cui costruzione venne avviata nel 1567 e completata due anni dopo. Nel frattempo, Margherita non aveva potuto vedere la fine dell'opera, poiché era morta il 12 marzo 1567. Le altre due arciduchesse entrarono nel 1568 con altre sei candidate nel nuovo convento, la cui guida fu assunta da Maddalena.
Quest'ultima, nei successivi ventidue anni di vita, diede prova di grande slancio e fervore religioso, illuminata e sostenuta dal suo direttore spirituale San Pietro Canisio; per questo chiamò ad Hall anche i gesuiti, che, grazie alla guida del Canisio ed alla protezione di Maddalena, avevano installato da poco il loro primo convento austriaco, nella vicina Innsbruck.
Maddalena, ancora in vita, fu ritenuta santa. Questa fama di santità continuò anche dopo la sua morte, avvenuta nel 1590, come è dimostrato dal grande numero di preghiere che nel sec. XVIII si recitavano in suo onore. Dopo i processi diocesani, il 23 agosto 1905, fu emesso il decreto di introduzione del processo apostolico. L’Arciduca Francesco Ferdinando riacquistò poco prima di essere assassinato nel 1914, la chiesa sconsacrata del monastero insieme ai contigui edifici e ne fece intera donazione alle Figlie del Cuore di Gesù, chiamate dal Belgio. La successiva installazione permanente delle suore venne fatta sotto l’auspicio e la protezione del Beato Imperatore Carlo d’Austria, nel 1917. 
Le spoglie di Maddalena sono state collocate nel 1935 nella parete orientale della Chiesa del monastero elevata da San Pio X a Basilica minore, nel 1914.
Il suo spirito rimase vivo nella fondazione fino ai tempi moderni per cui così può scrivere lo storico diocesano Tinkhauser: "Non si conosce nessun periodo in cui sia venuta meno l’osservanza della disciplina nella fondazione o in cui ne sia diminuito lo zelo e l’attività caritatevole". Il convento, che giunse a ospitare fino a quaranta nobildonne, prosperò in spiritualità e carità, divenendo punto di riferimento - per molte famiglie nobili che destinavano alla chiesa le figlie cadette - ben oltre il Tirolo, interessando l'area che va dai Grigioni, passando per il Salisburghese, fino all'Alta e Bassa Austria e alla Baviera.
Nonostante questo la fondazione dovette sottostare alla vicissitudini dei tempi: la persecuzione dei monasteri provocata dall’Imperatore Giuseppe la distrusse nel 1783.

## Ascendenza
|                        |                        |                            | Genitori                  |  |  | Nonni |  |  | Bisnonni                 |  |  | Trisnonni              |  |
|                        |                        |                            |                           |  |  |       |  |  | Massimiliano I d'Asburgo |  |  | Federico III d'Asburgo |  |
|                        |                        |                            |                           |  |  |       |  |  | Massimiliano I d'Asburgo |  |  | Federico III d'Asburgo |  |
|                        |                        | Eleonora d'Aviz            |                           |  |  |       |  |  | Massimiliano I d'Asburgo |  |  |                        |  |
| Filippo                |                        |                            |                           |  |  |       |  |  | Massimiliano I d'Asburgo |  |  |                        |  |
|                        |                        | Maria di Borgogna          | Carlo I di Borgogna       |  |  |       |  |  |                          |  |  |                        |  |
|                        |                        | Maria di Borgogna          | Carlo I di Borgogna       |  |  |       |  |  |                          |  |  |                        |  |
|                        |                        | Maria di Borgogna          | Isabella di Borbone       |  |  |       |  |  |                          |  |  |                        |  |
| Ferdinando I d'Asburgo |                        | Maria di Borgogna          |                           |  |  |       |  |  |                          |  |  |                        |  |
|                        |                        | Ferdinando II d'Aragona    | Giovanni II d'Aragona     |  |  |       |  |  |                          |  |  |                        |  |
|                        |                        | Ferdinando II d'Aragona    | Giovanni II d'Aragona     |  |  |       |  |  |                          |  |  |                        |  |
|                        |                        | Ferdinando II d'Aragona    | Giovanna Enríquez         |  |  |       |  |  |                          |  |  |                        |  |
| Giovanna di Castiglia  |                        | Ferdinando II d'Aragona    |                           |  |  |       |  |  |                          |  |  |                        |  |
|                        |                        | Isabella di Castiglia      | Giovanni II di Castiglia  |  |  |       |  |  |                          |  |  |                        |  |
|                        |                        | Isabella di Castiglia      | Giovanni II di Castiglia  |  |  |       |  |  |                          |  |  |                        |  |
|                        |                        | Isabella di Castiglia      | Isabella del Portogallo   |  |  |       |  |  |                          |  |  |                        |  |
| Maddalena d'Asburgo    |                        | Isabella di Castiglia      |                           |  |  |       |  |  |                          |  |  |                        |  |
|                        | Casimiro IV di Polonia | Ladislao II di Polonia     |                           |  |  |       |  |  |                          |  |  |                        |  |
|                        | Casimiro IV di Polonia | Ladislao II di Polonia     |                           |  |  |       |  |  |                          |  |  |                        |  |
|                        | Casimiro IV di Polonia | Sofia Alšėniškė            |                           |  |  |       |  |  |                          |  |  |                        |  |
| Ladislao II di Boemia  | Casimiro IV di Polonia |                            |                           |  |  |       |  |  |                          |  |  |                        |  |
|                        |                        | Elisabetta d'Asburgo       | Alberto II d'Asburgo      |  |  |       |  |  |                          |  |  |                        |  |
|                        |                        | Elisabetta d'Asburgo       | Alberto II d'Asburgo      |  |  |       |  |  |                          |  |  |                        |  |
|                        |                        | Elisabetta d'Asburgo       | Elisabetta di Lussemburgo |  |  |       |  |  |                          |  |  |                        |  |
| Anna Jagellone         |                        | Elisabetta d'Asburgo       |                           |  |  |       |  |  |                          |  |  |                        |  |
|                        |                        | Gastone II di Foix-Candale | Giovanni di Foix-Candale  |  |  |       |  |  |                          |  |  |                        |  |
|                        |                        | Gastone II di Foix-Candale | Giovanni di Foix-Candale  |  |  |       |  |  |                          |  |  |                        |  |
|                        |                        | Gastone II di Foix-Candale | Margaret de la Pole       |  |  |       |  |  |                          |  |  |                        |  |
| Anna di Foix-Candale   |                        | Gastone II di Foix-Candale |                           |  |  |       |  |  |                          |  |  |                        |  |
|                        |                        | Caterina di Navarra        | Gastone IV di Foix        |  |  |       |  |  |                          |  |  |                        |  |
|                        |                        | Caterina di Navarra        | Gastone IV di Foix        |  |  |       |  |  |                          |  |  |                        |  |
|                        |                        | Caterina di Navarra        | Eleonora di Navarra       |  |  |       |  |  |                          |  |  |                        |  |
|                        |                        | Caterina di Navarra        |                           |  |  |       |  |  |                          |  |  |                        |  |